# Cantone di Saint-Lupicin
Il Cantone di Saint-Lupicin è una divisione amministrativa dell'arrondissement di Saint-Claude.
È stato costituito a seguito della riforma approvata con decreto del 17 febbraio 2014, che ha avuto attuazione dopo le elezioni dipartimentali del 2015.

## Composizione
Comprende i 23 comuni di:
- Bellecombe
- Les Bouchoux
- Chassal
- Choux
- Coiserette
- Coyrière
- Lajoux
- Lamoura
- Larrivoire
- Lavancia-Epercy
- Lavans-lès-Saint-Claude
- Molinges
- Les Molunes
- Les Moussières
- La Pesse
- Ponthoux
- Rogna
- Saint-Lupicin
- Septmoncel
- Vaux-lès-Saint-Claude
- Villard-Saint-Sauveur
- Viry
- Vulvoz